# Brabira operosa
Brabira operosa är en fjärilsart som beskrevs av Louis Beethoven Prout 1958. Brabira operosa ingår i släktet Brabira och familjen mätare. Inga underarter finns listade i Catalogue of Life.